# Chiesa di Santa Croce (Altamura)
La chiesa di Santa Croce è una chiesa cattolica della città di Altamura, situata sull'omonima via Santa Croce.

## Storia
La data di costruzione e altri dettagli della chiesa non sono noti con esattezza, anche se il primo documento scritto che ne attesta l'esistenza risale al 12 aprile 1466; in tale documento si afferma che la chiesa era preesistente al 1466 e che già si erano smarrite le carte relative ai diritti di tale chiesa. Lo storico locale Vincenzo Vicenti ha avanzato un'ipotesi "suggestiva" secondo la quale questa chiesa sarebbe stata costruita da Giovanni Antonio Orsini del Balzo "per devozione verso la madre, che tanto amava, da lui fatta seppellire nell'omonima chiesa di Santa Croce, in Lecce".
A supporto di questa ipotesi ci sarebbe anche quanto riportato in una delle descrizioni delle Sante Visite, in cui viene descritto un grande ciclo di affreschi nella chiesa nella sua antica versione quattrocentesca. Tale ciclo di affreschi, oggi non più esistente, raffigurava la storia dell'imperatore Eraclio e della moglie Elena e, se tale chiesa e tale ciclo di affreschi furono davvero voluti da Giovanni Antonio Orsini del Balzo, è probabile che sianno stati realizzati dalle maestranze al suo seguito; gli stessi temi iconografici si ritrovano negli affreschi salentini della chiesa di Santa Maria del Casale di Brindisi, della chiesa di Santo Stefano a Soleto e della chiesa di Santa Caterina di Galatina.
La chiesa e la stessa struttura del conservatorio hanno subito nel tempo notevoli ristrutturazioni che ne hanno alterato considerevolmente la struttura iniziale. La struttura odierna è molto influenzata dalle ristrutturazioni ottocentesche, anche se lo storico locale Tommaso Berloco ha riconosciuto nella sua architettura interna alcuni probabili resti di strutture antecedenti alle ristrutturazioni. Degne di nota sono i due dipinti di Nicolò Maramonte, un pittore altamurano (come scritto nei registri dei pagamenti delle opere) e un'acquasantiera di Vincenzo Pannone. Il portale d'ingresso alla chiesa e al conservatorio, situato su via Santa Croce, risale al Seicento.

## La confraternita e il conservatorio

### I primi anni
La confraternita della Pietà di Santa Croce è probabilmente la più antica delle confraternite della città di Altamura, dal momento che, in una bolla del 12 aprile 1466 di Monsignor Antonio d'Ayello da Taranto, arciprete di Altamura dal 1454 al 1472, si ha la prima attestazione della presenza di una confraternità ad Altamura e tale confraternità è proprio quella della Pietà di Santa Croce. Nello stesso documento viene confermato il diritto di possesso, da parte della confraternita della chiesa di Santa Croce, nonché la facoltà da parte dei confratelli di eleggervi uno o più cappellani e di seppellire i suoi membri e familiari "senza dover nulla alle autorità religiose".
La confraternità gestiva anche un ospedale adiacente alla chiesa (più precisamente, un hospitium pauperum), la cui prima attestazione risale al 1539. Nel nuovo statuto della confraternità del 1565 viene inoltre affermato che tre istituzioni della città e cioè la chiesa di Santa Maria del Soccorso, l'Ospedale di Santa Croce e la chiesa omonima si erano fuse con la confraternità della Pietà di Santa Croce (chiamata fino a quel momento Confraternita del Sacro Monte), e il nuovo ente risultante prese il nome di Confraternita del Monte di Pietà. La chiesa di Santa Maria del Soccorso si separerà di nuovo alla fine del XVI secolo per accogliere il primo monastero di clarisse.
Verso la fine del XVI secolo, sia la chiesa sia la confraternita dovevano aver assunto una notevole importanza nel contesto cittadino; infatti una bolla del 12 luglio 1597 di papa Clemente VIII confermava i privilegi religiosi e concedeva speciali indulgenze ai suoi confratelli e a quelli che avessero frequentato la chiesa di Santa Croce.

### Il conservatorio

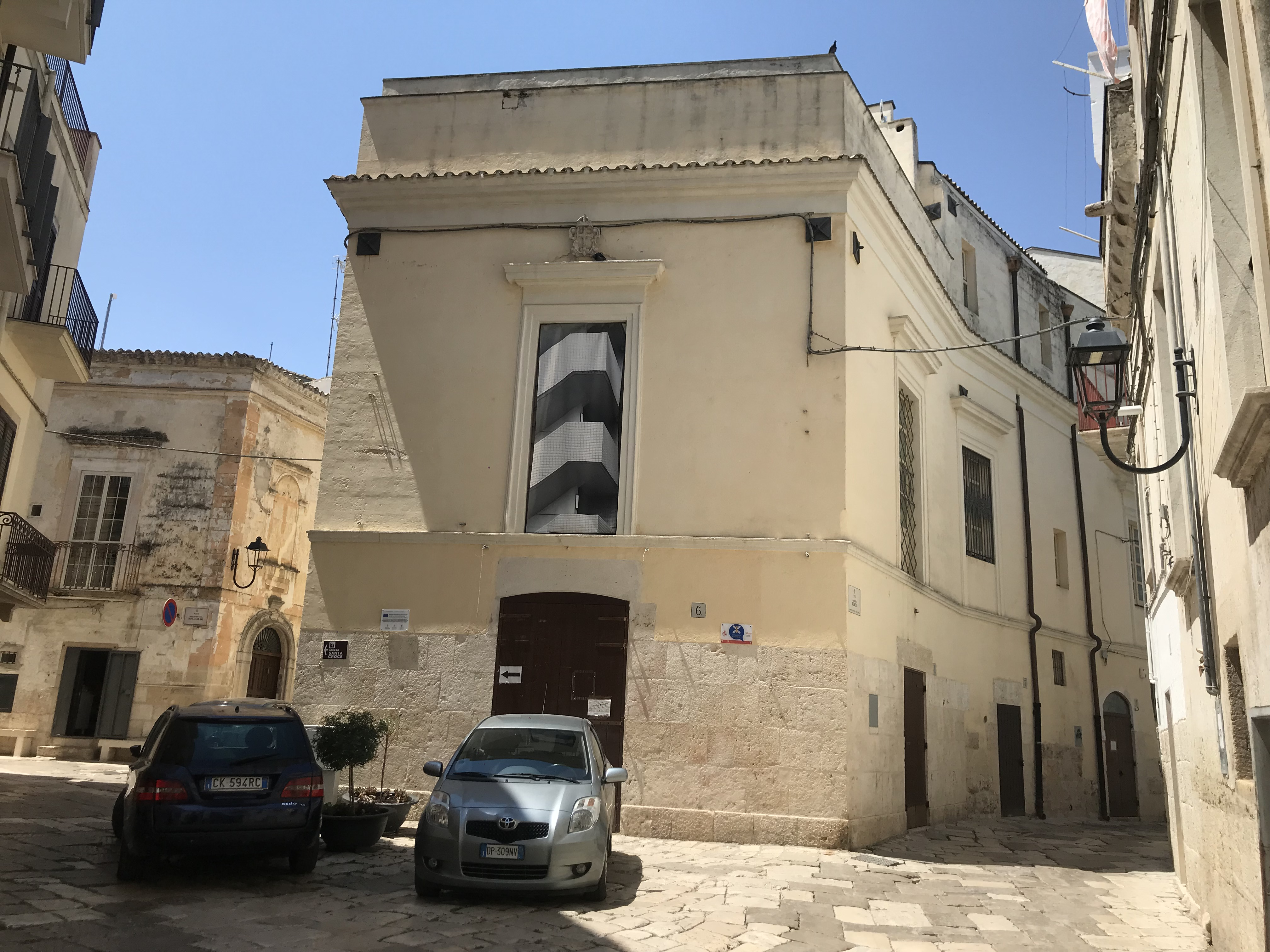
Il conservatorio di Santa Croce

Nei primi anni del Seicento l'ospedale fu chiuso e al suo posto fu istituito il Conservatorio di Santa Croce, un'istituzione che cambiò gli scopi caritatevoli della fratellanza. Tale conservatorio prevedeva che si ospitassero "fanciulle e zitelle povere" che per cause familiari o personali o per povertà avevano bisogno di supporto, affinché non fossero corrotte e costrette in giri "peccaminosi" come ad esempio la prostituzione. Tale istituzione, gestita dalla confraternita laicale, in quattro secoli, nutrì ed educò centinaia di ragazze. Tale confraternita si prefiggeva degli scopi altruistici, differenziandosi dalle altre confraternite della città che invece avevano più carattere corporativistico. Anche le ragazze provenienti da famiglie più agiate potevano entrare nel conservatorio, a patto però che pagassero. Grazie alle donazioni ricevute, il patrimonio della confraternita era accresciuto, tanto da renderla autosufficiente a provvedere alla sussistenza e alle spese mediche delle ragazze e delle suore del conservatorio. Tra i numerosi possedimenti si segnala anche quello della masseria in contrada Garagnone, risultante in possesso della confraternita già dal 1701.
Data la presenza della chiesa e di una sorta di monastero di clausura, le autorità religiose di Altamura, e in particolare alcuni arcipreti, cercarono, come detto, di gestire in prima persona i beni e le rendite della confraternità, nonché di nominare le varie cariche della chiesa e del conservatorio, tradizionalmente concesse ai membri della confraternita. Numerosi documenti confermano come alcuni esponenti della confraternita furono scomunicati dall'arciprete per poi essere riammessi alla comunione in seguito alla rinuncia alle prerogative in questione. In altri casi, la confraternita riuscì, denunciando le anzidette intromissioni alle autorità civili di Napoli, a riottenere i propri privilegi di elezione delle cariche del conservatorio e della chiesa.
I vari statuti che regolarono la vita e le elezioni delle varie cariche delle confraternite statuirono un preciso numero di confratelli (40) nonché un numero massimo di zitelle da ospitare, anche se tali requisiti furono spesso disattesi, come testimoniato da fonti documentali. Inoltre il carattere laicale della confraternità fu non poche volte nel corso dei secoli insidiato dalle autorià religiose della città, le quali volevano gestire il patrimonio e le rendite della fondazione. Già dai primi anni, il conservatorio assunse il carattere di un "istituto religioso di clausura", e fu proibito a chiunque, sotto pena della scomunica, di entrare nel conservatorio.

### Organizzazione della confraternita

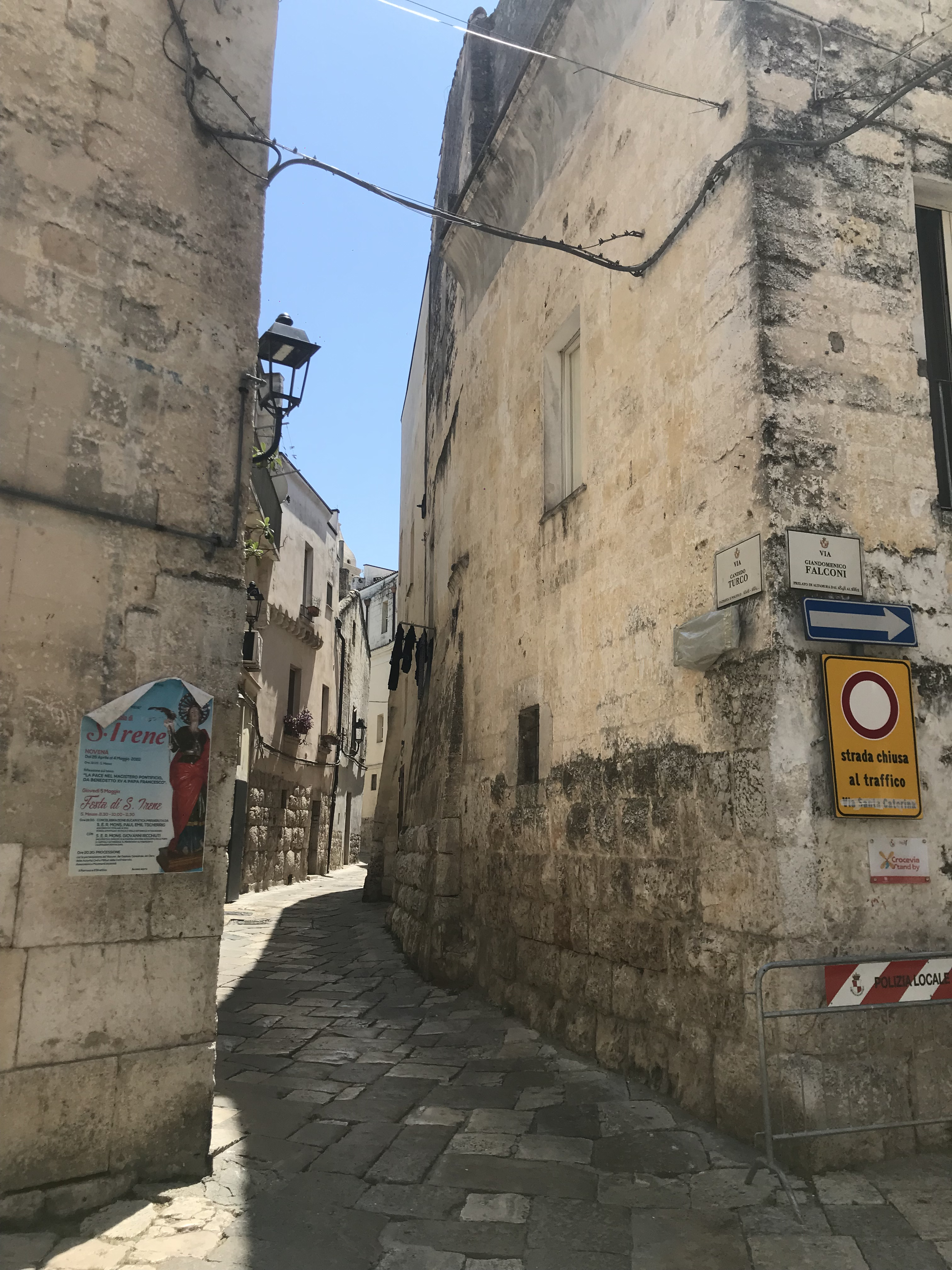
Via Candido Turco (detta in dialetto "lo Scolaborino")

Come stabilito negli statuti e negli altri documenti, le assemblee erano svolte nella chiesa di Santa Croce e le elezioni del Priore e degli Officiali della confraternita erano svolte annualmente e si svolgevano con il "sistema delle cartelle", in uso anche presso altre confraternite di Altamura. A partire dal XIX secolo e dall'Unità d'Italia, le cariche della confraternita, elette dal Consiglio Municipale, prevedevano la figura del Presidente al posto di quella tradizionale del Priore.

### Le critiche dell'arciprete de Lerna
In un documento, l'arciprete de Lerna espresse alcune aspre critiche nei confronti della confraternita, in una risposta alle autorità civili di Napoli al fine di veder riconosciuto il suo potere sulle attività religiose della confraternita laicale. In particolare, il de Lerna afferma:
(Berloco, p. 217)
In un altro passo l'arciprete de Lerna, al fine di avvalorare la necessità di una sua gestione o perlomeno supervisione, scrive:
(Berloco, p. 217)
Queste informazioni testimoniano come in quei tempi finivano nelle istituzioni di clausura (seppur spurie come quella del conservatorio), per motivi familiari o per legge, persone che non erano affatto portate alla vita monastica. In tale contesto, l'arciprete cercava di mettere un freno a tali comportamenti, pur non risolvendo le cause sociali che lo avevano generato ma anzi peggiorarono la situazione.

### L'Ottocento e il Novecento
Sul finire del Settecento, la confraternita cominciò a essere tassata, come testimoniato dai pagamenti per la sistemazione delle strade della città. Questi pagamenti testimoniano una profonda trasformazione della società, con la tassazione di enti religiosi e confraternite che, fino a qualche decennio prima, erano pressoché esenti da tributi.
Il tesoriere Cosmo Giannelli fornisce alcune informazioni relative al sacco di Altamura del 1799 per opera dei sanfedisti. In particolare sono riportati il furto di denari di rame e le spese per la risistemazione di una porta  "fracassata da calabresi". Ciononostante non sono riportati altri danni e le perdite in questione non sembrano aver influito eccessivamente sul bilancio della confraternita.
La confraternita si estinse nel 1840, "per difetto di Regola e confratelli" e la gestione passò al Comune. Nel 1866 la gestione fu attuata attraverso un Corpo collegiale di cinque membri eletti dal Consiglio Municipale. Con la gestione da parte del Comune, avvennero alcune profonde trasformazioni sia architettoniche sia patrimoniali. In particolare, il Conservatorio fu profondamente ristrutturato, assumendo l'odierno aspetto ottocentesco, e le numerose proprietà della confraternita furono alienate. Degno di nota è un ritratto del sindaco di Altamura di quel periodo Candido Turco, conservato nel conservatorio.
Nel Novecento, oltre al convento, fu istituita nel conservatorio anche una scuola di ricamo, taglio e cucito e molte donne anziane conservavano ancora, ai tempi dello studio dello storico Tommaso Berloco (1973), la "santa Croce", una stoffa ricamata son disegni, numeri e lettere che sarebbe servita poi come modello per il successivo lavoro delle ricamatrici e la cui esecuzione era una vera e propria "prova d'esame" che decretava la fine dell'apprendistato.

### In epoca recente
A causa dei profondi mutamenti sociali e culturali del XX e del XXI secolo gli spazi del conservatorio, ormai vuoti, verranno utilizzati a partire dagli anni 2020 per il Museo della pietra (piano terra) e per un ostello della gioventù (piano terra e primo piano).

## Le fonti
Lo storico locale Tommaso Berloco, in una sua pubblicazione del 1973, riporta molti dei documenti da lui consultati per il suo studio. Tali fonti erano riportate all'interno dello stesso conservatorio oltre che negli altri archivi della città.

## Curiosità
- In paese era celebrata anche la cosiddetta "festa di Santa Croce" con cerimonie in chiesa e spari.[20]
- Considerando che la quasi totalità dei confratelli firmava di proprio pugno piuttosto che con un segno di croce (a differenza delle suore del conservatorio), i confratelli dovevano avere un livello medio d'istruzione più alto rispetto alla media di quel periodo.[21]
- La parte di via Candido Turco che costeggia il conservatorio è denominata, in due documenti del 1641 e del 1730, lo Scolaborino, denominazione che negli anni 1970 era ancora diffusa e probabilmente lo è ancora oggi.[22]